# Juozas Vytautas Juocevičius
Juozas Vytautas Juocevičius (* 29. März 1947 in Prienai, Litauische SSR, Sowjetunion; † 24. Dezember 2024) war ein sowjetischer Boxer litauischer Herkunft. Er war Europameister der Amateurboxer 1971 im Mittelgewicht.

## Werdegang
Juozas Juocevičius wuchs in Vilnius auf und begann dort als Jugendlicher mit dem Boxen. Später wurde er Mitglied des führenden litauischen Sportvereins Žalgiris Kaunas. In den Jahren 1968 und 1969 wurde er litauischer Meister der Junioren und 1971 und 1973 litauischer Meister bei den Senioren im Mittelgewicht (damals bis 75 kg Körpergewicht).
Im Jahre 1969 nahm er erstmals an den sowjetischen Meisterschaften teil. Er kam dort im Mittelgewicht bis in das Viertelfinale, in dem er gegen den Ukrainer Eduard Kaufmann nach Punkten verlor. Er belegte damit gemeinsam mit drei anderen Boxern den 5. Platz. Bereits 1970 gelang es ihm dann sowjetischer Meister im Mittelgewicht zu werden. Sein Endkampfgegner war Anatoli Pankratow, den er mit 5:0 Punktrichterstimmen besiegte. Internationale Meisterschaften fanden 1970 nicht statt.
Im Jahre 1971 verteidigte er diesen Titel bei der sowjetischen Meisterschaft erfolgreich. Im Finale siegte er erneut nach Punkten über Anatoli Pankratow, der im Halbfinale den Favoriten Rufat Riskijew geschlagen hatte. Juozas Juocevičius wurde daraufhin auch bei der im Mai 1971 in Madrid stattfindenden Europameisterschaft im Mittelgewicht eingesetzt. Er besiegte dort Victor Varon aus Spanien, Witold Stachurski aus Polen sowie im Halbfinale Hans-Joachim Brauske aus der DDR nach Punkten und stand damit im Finale gegen Alec Nastag aus Rumänien. Dieser lieferte Juozas Juocevičius einen harten Kampf und überließ diesem nur einen knappen 3:2-Punktsieg. Juozas Juocevičius war damit Europameister.
Im Dezember 1971 startete Juouas Juocevičius bei einem Turnier in Leningrad, das vom sowjetischen Boxverband veranstaltet wurde. Er unterlag dort im Halbfinale gegen Anatoli Klimanow nach Punkten. Er verletzte sich dabei und konnte im ganzen Jahr 1972 nicht mehr an den Start gehen. Er hatte damit auch keine Möglichkeit, sich für die Olympischen Spiele in München zu qualifizieren.
1973 versuchte er bei der sowjetischen Meisterschaft ein Comeback. Er erreichte dort wieder das Halbfinale, in dem er gegen Rufat Riskijew unterlag.
Nach diesen Meisterschaften beendete er seine Boxerlaufbahn und absolvierte ein Hochschulstudium an der Universität Vilnius im Fach Wirtschaftswissenschaften. Außerdem ließ er sich zum Boxtrainer ausbilden. Nach der Unabhängigkeit Litauens war er einige Jahre lang Vorsitzender des litauischen Trainerrates für Boxen. Er war von 1989 bis 1992 Mitglied der technischen Kommission des Box-Weltverbandes AIBA. Er war später in Vilnius als Geschäftsmann in der Automobilbranche tätig.

## Länderkämpfe von Juozas Juocevičius
- 1971 in Las Vegas, USA gegen UdSSR, Punktsieger über Larry Ward,
- 1971 in Denver, USA gegen UdSSR, KO-Sieger 1. Runde über Jim Farrell

## UdSSR-Meisterschaften mit Juozas Juocevičius
- 1969: 1. Alexander Kudriaschow, 2. Wladimir Tarasenkow, 3. L. Piwowarow u. Eduard Kaufmann, 5. Juozas Juocevičius,
- 1970, 1. Juozas Juocevičius, 2. Anatoli Pankratow, 3. P. Jusaitis u. Wladimir Tarasenkow,
- 1971: 1. Juozas Juocevičius, 2. Anatoli Pankratow, 3. Rufat Riskijew u. W. Schabelnikow,
- 1973: 1. Anatoli Klimanow, 2. Rufat Riskijew, 3. Juozas Juocevičius u. Anatili Kurikow